# ماروتا کورپوریشن
ماروتا کورپوریشن (انگلیسی: Marotta Corporation) شرکت هوافضای آمریکایی است، که در سال ۱۹۴۳ تأسیس شد.